# Shehia
Shehia (på swahili), eller ward (på engelska), är en administrativ enhetstyp som finns i Tanzania. Den är den fjärde i hierarkin, på nivån under stat, region och distrikt, och täcker normalt ett ganska litet geografiskt område. En shehia kan vara klassificerad som ett urbant område, och utgör då mindre orter eller delar av större städer. De större städerna i Tanzania består av flera shehia, som då normalt är grupperade i stadsdistrikt. De flesta av landets shehia är dock klassificerade som blandade tätorts- och landsbygdsområden, eller helt och hållet som landsbygdsområden. En shehia är vidare indelad i mindre by- eller vägområden.